# Джексон, Элфинстон
Э́лфинстон Дже́ксон (англ. Elphinstone Jackson; 9 октября 1868 — 22 декабря 1945) — английский футболист, защитник. Выступал за футбольные клубы «Оксфорд Юниверсити» и «Коринтиан», а также за национальную сборную Англии. Один из основателей Индийской футбольной ассоциации (IFA).

## Биография
Родился в Калькутте (Британская Индия) в семье судьи верховного суда Калькутты. Окончил Лансинг-колледж, с 1886 года выступал за школьную футбольную команду, в 1887 году был её капитаном. Впоследствии учился в Ориел-колледже Оксфордского университета, в 1890 и 1891 году выступал за футбольную команду университета — клуб «Оксфорд Юниверсити».
С 1888 года также выступал за любительский клуб «Коринтиан». Дебютировал за него 22 декабря 1888 года, последнюю игру провёл 21 марта 1891 года против сборной Шотландии. Шотландцы одержали победу в той игре со счётом 9:2. Всего Джексон провёл за «Коринтиан» 13 матчей, голов не забил.
7 марта 1891 года Джексон провёл свой единственный матч за национальную сборную Англии, сыграв на позиции левого защитника против сборной Уэльса на стадионе «Ньюкасл Роуд» в Сандерленде. В той игре англичане победили соперника со счётом 4:1.
После окончания учёбы в Оксфорде Джексон отправился в Индию и стал одним из основателей Индийской футбольной ассоциации (IFA) в 1893 году.

## Достижения
Сборная Англии
- Победитель Домашнего чемпионата Великобритании: 1891